# Aciduliprofundum
En taxonomía, Aciduliprofundum es un género de la clase Thermoplasmata.
A. boonei, un extremófilo que vive en oceánicas fuentes hidrotermales, se ha demostrado que produce antibióticos contra las bacterias patógenas comunes.

### Bases de datos científicos
- NCBI
- Tree of Life
- Species 2000
- MicrobeWiki
- LSPN (enlace roto disponible en Internet Archive; véase el historial, la primera versión y la última).